# Jacky Ido
Jacky Ido (Uagadugú, Burkina Faso. 14 de mayo de 1977) es un actor y músico francés, nacido en Burkina Faso. En 2005 protagonizó el filme alemán La masai blanca (Die weiße Massai, sobre una novela de Corinne Hofmann) y en 2009 interpretó al proyeccionista Marcel en Inglourious Basterds, de Quentin Tarantino. Escribió y dirigió el cortometraje Descente (2005), rodado en París, donde reside actualmente.
Como músico, se dedica al rap y al hip-hop.

## Filmografía
- Inglourious Basterds (2009)
- Aide-toi, le ciel t'aidera (2008)
- Bunker (2008)
- International XPress (2007)
- Décroche (2007)
- Les enfants du pays (2006)
- Die weisse Massai (2005)